# Lee Min-sung
Lee Min-sung (ur. 23 czerwca 1973 w Gwangmyeong) – piłkarz południowokoreański grający na pozycji pomocnika.

## Kariera klubowa
Lee ukończył Ajou University w 1995. W tym czasie bronił barw drużyny uniwersyteckiej. Pierwszym profesjonalnym klubem piłkarskim w jego karierze była drużyna z miasta Pusan o nazwie Busan I'Park, która dwukrotnie zmieniała nazwę. Najpierw z Busan Daewoo Royals na Busan Icons, a następnie na Busan I'Park. W 1996 roku Min-sung zadebiutował w K-League. W 1997 roku wywalczył swój pierwszy tytuł mistrza Korei Południowej w karierze, a także zdobył Puchar Ligi Koreańskiej i Adidas Cup. Ten drugi sukces powtórzył także rok później. Z kolei w 1999 roku z zespołem Icons został wicemistrzem kraju.
W 2003 roku Lee zmienił barwy klubowe i odszedł do Pohang Steelers z miasta Pohang. Grał w nim przez dwa lata i jeden raz wywalczył wicemistrzostwo Korei w 2004 roku. W 2005 roku przeszedł do stołecznego FC Seoul. W 2006 roku zajął z nim 3. miejsce w rozgrywkach K-League.

## Kariera reprezentacyjna
W reprezentacji Korei Południowej Lee zadebiutował 19 lutego 1995 roku w zremisowanym 0:0 spotkaniu Marlboro Dynasty Cup z Chinami. W 1998 roku był w drużynie koreańskiej na Mistrzostwa Świata we Francji. Na tym mundialu zagrał w trzech spotkaniach: przegranych 1:3 z Meksykiem, 0:5 z Holandią oraz zremisowanym 1:1 z Belgią. W 2002 roku został powołany przez Guusa Hiddinka do kadry na Mistrzostwa Świata 2002, których gospodarzem była Korea Południowa. Tam zagrał we dwóch ostatnich spotkaniach Korei: półfinale z Niemcami oraz meczu o 3. miejsce z Turcją (2:3). Ostatni mecz w reprezentacji rozegrał w 2004 roku. Łącznie w kadrze narodowej wystąpił 66 razy i zdobył 2 bramki.